# Zrcadlo tvého života
Zrcadlo tvého života je televizní talk show Jiřiny Bohdalové vysílaná v roce 2012 na TV Prima.
Moderátorkou pořadu byla Jiřina Bohdalová. Ta si do pořadu zvala jako hlavní hosty české či slovenské celebrity a rozebírala s nimi podrobně jejich životní osudy od počátku kariér. Dále v pořadu účinkovali vedlejší hosté – přátelé či rodinní příslušníci hlavních hostů. V sedmém dílu pořadu byla hostem sama Jiřina Bohdalová, moderování se ujal Marek Eben.